# Фридрихсгабеког
Фридрихсгабеког (њем. Friedrichsgabekoog) општина је у њемачкој савезној држави Шлезвиг-Холштајн. Једно је од 115 општинских средишта округа Дитмаршен. Према процјени из 2010. у општини је живјело 64 становника. Посједује регионалну шифру (AGS) 1051033.

## Географски и демографски подаци
Фридрихсгабеког се налази у савезној држави Шлезвиг-Холштајн у округу Дитмаршен. Општина се налази на надморској висини од 1 метара. Површина општине износи 8,6 km². У самом мјесту је, према процјени из 2010. године, живјело 64 становника. Просјечна густина становништва износи 7 становника/km².